# إريكا دي لا روزا
إريكا دي لا روزا (بالإسبانية: Erika de la Rosa)‏ هي عارضة وممثلة مكسيكية، ولدت في 25 سبتمبر 1981 في سيوداد خواريز في المكسيك.

## وصلات خارجية
- إريكا دي لا روزا على موقع IMDb (الإنجليزية)
- إريكا دي لا روزا على موقع قاعدة بيانات الفيلم (الإنجليزية)